# L'Enfant Sauvage
L'Enfant Sauvage (dansk: Det Vilde Barn) er det femte studiealbum af den franske heavy metal-gruppe Gojira. Albummet blev udgivet den 26. juni 2012.

## Spor
Alt tekst skrevet af Joe Duplantier, alt musik komponeret af Joe Duplantier & Mario Duplantier.
| L'Enfant Sauvage | L'Enfant Sauvage                 | L'Enfant Sauvage | L'Enfant Sauvage | L'Enfant Sauvage | L'Enfant Sauvage | L'Enfant Sauvage | L'Enfant Sauvage | L'Enfant Sauvage | L'Enfant Sauvage |
| #                | Titel                            | Længde           |                  |                  |                  |                  |                  |                  |                  |
| ---------------- | -------------------------------- | ---------------- | ---------------- | ---------------- | ---------------- | ---------------- | ---------------- | ---------------- | ---------------- |
| 1.               | "Explosia"                       | 6:39             |                  |                  |                  |                  |                  |                  |                  |
| 2.               | "L'Enfant sauvage"               | 4:17             |                  |                  |                  |                  |                  |                  |                  |
| 3.               | "The Axe"                        | 4:34             |                  |                  |                  |                  |                  |                  |                  |
| 4.               | "Liquid Fire"                    | 4:17             |                  |                  |                  |                  |                  |                  |                  |
| 5.               | "The Wild Healer" (Instrumental) | 1:48             |                  |                  |                  |                  |                  |                  |                  |
| 6.               | "Planned Obsolescence"           | 4:39             |                  |                  |                  |                  |                  |                  |                  |
| 7.               | "Mouth of Kala"                  | 5:51             |                  |                  |                  |                  |                  |                  |                  |
| 8.               | "The Gift of Guilt"              | 5:56             |                  |                  |                  |                  |                  |                  |                  |
| 9.               | "Pain is a Master"               | 5:07             |                  |                  |                  |                  |                  |                  |                  |
| 10.              | "Born in Winter"                 | 3:51             |                  |                  |                  |                  |                  |                  |                  |
| 11.              | "The Fall"                       | 5:25             |                  |                  |                  |                  |                  |                  |                  |
| 52:24            |                                  |                  |                  |                  |                  |                  |                  |                  |                  |

| Special Edition bonussange | Special Edition bonussange | Special Edition bonussange | Special Edition bonussange | Special Edition bonussange | Special Edition bonussange | Special Edition bonussange | Special Edition bonussange | Special Edition bonussange | Special Edition bonussange |
| #                          | Titel                      | Længde                     |                            |                            |                            |                            |                            |                            |                            |
| -------------------------- | -------------------------- | -------------------------- | -------------------------- | -------------------------- | -------------------------- | -------------------------- | -------------------------- | -------------------------- | -------------------------- |
| 12.                        | "This Emptiness"           | 3:59                       |                            |                            |                            |                            |                            |                            |                            |
| 13.                        | "My Last Creation"         | 4:08                       |                            |                            |                            |                            |                            |                            |                            |
| 60:31                      |                            |                            |                            |                            |                            |                            |                            |                            |                            |

## Musikere
- Joe Duplantier - sang, rytmeguitar
- Mario Duplantier - trommer
- Christian Andreu - leadguitar
- Jean-Michel Labadie - basguitar